# Betheln
Betheln è una frazione del comune tedesco di Gronau (Leine), in Bassa Sassonia.
Il 1º marzo 1974 al territorio comunale di Betheln furono uniti quelli dei soppressi comuni di Eddinghausen e Haus Escherde.
Betheln costituì un comune autonomo fino al 1º novembre 2016.